# Mazzone Allegretti
Mazzone Allegretti o Mazzonius Alegrettus (Forlì, 1070 circa – ...) è stato un militare italiano partecipò alla Prima Crociata nel 1095.

## Biografia
Quando il cristianesimo si orientava a guerreschi preparamenti per la conquista della Terra Santa, sotto Goffredo di Buglione  ed altri, anche Forlì nel 1095 spedì molta distinta gioventù, in due compagnie col Conte Roberto Fiammingo (Roberto II di Fiandra, detto Roberto di Gerusalemme o Roberto il crociato); anche Mazzone Allegretti fu tra questi e con lui Merlino Merenda e Faledro degli Ordelaffi, i quali Ordelaffi saranno poi Signori di Forlì.
Fra i suoi discendenti: Giacomo Allegretti, Pier Francesco notaio, Guglielmo medico.
La sua prosapia si estinse per linea maschile circa nel 1479, ma s'innestò negli Aspini mediante una Margherita di Francesco Allegretti, che sposò un Lodovico, che fu erede degli averi e del cognome degli Allegretti. Si trova il seguito di questa famiglia nel senese e nel modenese (Ravarino) 